# Ефердінг
Ефердінг (нім. Eferding) — окружний центр в Австрії, у федеральній землі Верхня Австрія. 
Входить до складу округу Ефердінг. Населення становить 3543 осіб (станом на 31 грудня 2005 року). Займає площу 2,81 км². 

## Політична ситуація
Бургомістр комуни — Йохан Штадельмайєр (СДПА) за результатами виборів 2003 року.
Рада представників комуни (нім. Gemeinderat) складається з 25 місць.
- СДПА займає 10 місць.
- АНП займає 10 місць.
- АПС займає 3 місця.
- Австрійські Зелені займають 2 місця.